# Cecil Smith
Cecil Elaine Eustace Smith, po mężu Gooderham, następnie Hedstrom (ur. 14 września 1908 w Toronto, zm. 9 listopada 1997 tamże) – kanadyjska łyżwiarka figurowa, startująca w konkurencji solistek i par sportowych. Uczestniczka igrzysk olimpijskich (1924, 1928), wicemistrzyni świata (1930), dwukrotna wicemistrzyni Ameryki Północnej (1925, 1933) oraz dwukrotna mistrzyni Kanady (1925, 1926).
Jej matka Maude Delano-Osborne, była tenisistką, pierwszą mistrzynią Kanady w tenisie (1892). Miała starszą siostrę Maude Smith (nazywaną Jim), która również uprawiała łyżwiarstwo figurowe i występowała na igrzyskach olimpijskich 1928, ale w konkurencji par sportowych.

## Osiągnięcia

### Solistki
| Zawody                        | 1923           | 1924           | 1925           | 1926           | 1927           | 1928           | 1929           | 1930           | 1931           | 1932           | 1933           |                |                |                |                |                |                |
| Międzynarodowe                | Międzynarodowe | Międzynarodowe | Międzynarodowe | Międzynarodowe | Międzynarodowe | Międzynarodowe | Międzynarodowe | Międzynarodowe | Międzynarodowe | Międzynarodowe | Międzynarodowe | Międzynarodowe | Międzynarodowe | Międzynarodowe | Międzynarodowe | Międzynarodowe | Międzynarodowe |
| ----------------------------- | -------------- | -------------- | -------------- | -------------- | -------------- | -------------- | -------------- | -------------- | -------------- | -------------- | -------------- | -------------- | -------------- | -------------- | -------------- | -------------- | -------------- |
| Igrzyska olimpijskie          |                | 6              |                |                |                | 5              |                |                |                |                |                |                |                |                |                |                |                |
| Mistrzostwa świata            |                |                |                |                |                |                |                | 2              |                |                |                |                |                |                |                |                |                |
| Mistrzostwa Ameryki Północnej |                |                | 2              |                | 3              |                |                |                |                |                | 2              |                |                |                |                |                |                |
| Krajowe                       |                |                |                |                |                |                |                |                |                |                |                |                |                |                |                |                |                |
| Mistrzostwa Kanady            | 2              |                | 1              | 1              | 2              |                | 2              |                | 2              |                | 2              |                |                |                |                |                |                |

### Pary sportowe

#### Ze Stewartem Reburnem
| Mistrzostwa Kanady | 3 |

#### Z Melvillem Rogersem
| Zawody               | 1923           | 1924           |                |                |                |                |                |                |                |                |                |                |                |                |                |                |                |
| Międzynarodowe       | Międzynarodowe | Międzynarodowe | Międzynarodowe | Międzynarodowe | Międzynarodowe | Międzynarodowe | Międzynarodowe | Międzynarodowe | Międzynarodowe | Międzynarodowe | Międzynarodowe | Międzynarodowe | Międzynarodowe | Międzynarodowe | Międzynarodowe | Międzynarodowe | Międzynarodowe |
| -------------------- | -------------- | -------------- | -------------- | -------------- | -------------- | -------------- | -------------- | -------------- | -------------- | -------------- | -------------- | -------------- | -------------- | -------------- | -------------- | -------------- | -------------- |
| Igrzyska olimpijskie |                | 7              |                |                |                |                |                |                |                |                |                |                |                |                |                |                |                |
| Krajowe              |                |                |                |                |                |                |                |                |                |                |                |                |                |                |                |                |                |
| Mistrzostwa Kanady   | 3              |                |                |                |                |                |                |                |                |                |                |                |                |                |                |                |                |